# São João da Paraúna
São João da Paraúna é um município brasileiro do estado de Goiás, Região Centro-Oeste do país. Sua população estimada em 2018 era de 1 417 habitantes.
No ano de 1946 inicia o povoado de São João quando um grupo de agricultores, e fazendeiros decidiram construir uma igreja em louvor a São João Batista, onde alguns até doaram parte de terras para edificação do pequeno povoado, dentre os fundadores, podemos destacar os senhores: PEDRO LEMES CARDOSO, ANTÔNIO FERREIRA GOMES conhecido como ANTÔNIO LEITE e PEDRO MARQUES BORGES, construída a igreja católica começou o povoado de São João que cresceu e foi elevado a condição de Distrito de Paraúna, por iniciativa do Vereador Augusto Lemes de Siqueira, naquela época alguns comerciantes se instalavam no local, áreas foram loteadas por Pedro Lemes Cardoso, Anesio Rosa de Oliveira, Antônio Ferreira Gomes e Sebastião Lemes de Assunção.
Em 09 de janeiro de 1988 o governador Henrique Santillo sancionou a Lei nº: 10.433 criando o Município de São João da Paraúna, que por sua vez em 16 de abril de 1989 realizou a primeira eleição municipal e no dia 01/06/1989, tomou posse NATALÍCIO MOREIRA CAMPOS como Prefeito e Euclides Lemes Rodrigues como Vice Prefeito, já para a Câmara Municipal foram eleitos: Adalcino José Marques, Antônio Divino Belo Honório, Antônio Coelho Neto, Getulino Luiz da Costa, Herculano Sardinha Ferreira, Deolina Messias dos Santos, Cleunice Maria Pereira, José Rodrigues e Valdijan Lopes Vieira, ficando o dia primeiro de junho como aniversário de emancipação política de cidade de São João da Paraúna.
O nome São João é em referencia direta ao padroeiro da cidade São João Batista e ao riacho São João que passa na lateral da cidade. Tem como principais rios São Domingos e Turvo.
Fonte: Prefeitura Municipal de São João da Paraúna.

## Topônimo
"Paraúna" é um termo de origem tupi que significa "mar preto", através da junção dos termos pará ("mar") e un ("preto").